# تحسين الترددات الراديوية للنظام العالمي لاتصالات الهواتف المحمولة
 هو تحسين الترددات الراديوية للنظام العالمي للإتصالات المتنقلة (GSM). تتكون شبكة الالنظام العالمي للإتصالات المتنقلة GSM من الشبكة الخلوية، كل خلية ترسل الإشارات من وإلى الهاتف المتنقل، هنالك العديد من المعاملات الخاصة بكل محطة أساسية والتي يجب ضبطها وتعريفها قبل بدأ عمل المحطة أساسية لضمان أداء جيد للمحطة أساسية مثل منطقة تغطية خلية الذي يعتمد على عوامل مختلفة بما في ذلك قوة إرسال المحطة أساسية، ووجود مباني عالية بين الهاتف النقال والمحطة أساسية التي تعرقل الإشارة المرسلة. وأرتفاع المحطة أساسية وموقع المحطة أساسية. تحسين الموجات الراديوية هي العملية التي يتم من خلالها إعادة تحديد منطقة بث الخلية وقوة الأشارة التي ترسلها الخلية. عن طريق تغيير الميل الكهربائي والميكانيمي لهوائي الخلية واتجاه الهوائي. فهي عملية تغيير معلمات محطات الإرسال والاستقبال من أجل تحسين نطاق التغطية وتحسين نوعية إشارة. وبالإضافة إلى ذلك هناك العديد من مؤشرات الأداء الرئيسية التي يجب مراقبتها باستمرار والتغييرات الضرورية المقترحة من اجل الحفاظ على مؤشرات الأداء الرئيسية في الحدود المتفق عليها مع مشغل الهاتف المحمول.

## المقدمة
تحسين الموجات الراديوية خطوة مهمة في دورة حياة الشبكة لاسلكية. فحص تغطية الشبكة هو الخطوة الأولى في هذه العملية، وذلك بهدف جمع كل البيانات في موقع بث المحطة أساسية. ثم يبدا المهندس المتخصص بعد جمع كل البيانات بمعالجة وتحليل هذه البيانات وتحديد أسباب مشاكل التغطية أو مشاكل التداخلات بين الترددات اللاسلكية وتحديد الكيفية التي يمكن بها حل هذه المشاكل. عندما يتم تحديد كل المشاكل والأسباب والحلول، يتم تنفيذ الخطوات لحل المشاكل. إحصائيات الشبكة هي أيضا خطوة هامة في تحليل واستكشاف الأخطاء وإصلاحها.

## التفاصيل التقنية

### المخطط الأنسيابي لعملية إجراء الأتصال في نظام ال GSM
هناك قنوات تحكم مختلفة تنظم عملية بدا المكالمة الصوتية في شبكة GSM. وقنوات البث التي ترسل معلومات قنوات النظام والتي لها معلمات مختلفة تشمل معلومات التزامن وتصحيح التردد. وتستخدم قنوات التحكم لتعريف المحطة والهاتف النقال عن نوع الخدمة المطلوبة (الصوت اوالبيانات اوالرسائل القصيرة). تستعمل قناة ال (SDCCH) لبدء المكالمة وإرسال الرسائل النصية ولتحديث موقع الهاتف النقال.تحكم مخصصة تستخدم لإعداد الدعوة، والتوثيق، ويتم تبليغ الهاتف النقال بأن لديه مكالمة أو رسالة قصيرة عن طريق قناة ال (PCH).
يبدأ عملية الانتقال السلس من خلية واحدة إلى أخرى إذا قرر المستخدم التحرك من الانتقال من خلية واحدة إلى أخرى خلال المكالمة، وعملية الانتقال هذه تسمى بالتسليم.

## وصلات خارجية
- Training course for RF Optimization
- GSM RF Optimization